# Tim Stützle
Tim Stützle (* 15. Januar 2002 in Viersen) ist ein deutscher Eishockeyspieler, der seit Dezember 2020 bei den Ottawa Senators aus der National Hockey League (NHL) unter Vertrag steht. Der Angreifer gilt als eines der vielversprechendsten Talente seines Jahrgangs und wurde im NHL Entry Draft 2020 an dritter Gesamtposition von den Senators ausgewählt.

## Karriere
Stützle, der im niederrheinischen Viersen geboren wurde, verbrachte den Großteil seiner Juniorenkarriere im Nachwuchs des Krefelder EV 1981, für den er bis zum Sommer 2017 in der Schüler-Bundesliga aktiv war. In insgesamt 66 Einsätzen sammelte er dabei 147 Scorerpunkte. Seine Leistungen in dieser Spielklasse machten in der Folge auch andere Klubs auf ihn aufmerksam, und so wechselte der Stürmer zur Saison 2017/18 in den Nachwuchs der Adler Mannheim. Dort lief er in den folgenden beiden Spielzeiten für das Nachwuchsteam Jungadler in der Deutschen Nachwuchsliga (DNL) auf. In seinem ersten Jahr, in dem er mit den Mannheimern den DNL-Titel gewann, kam der erst 16-Jährige in 38 Einsätzen auf 73 Punkte. Im zweiten Jahr ließ Stützle weitere 55 Punkte in 26 Spielen folgen. Während seiner Zeit bei den Jungadlern besuchte Stützle ebenso wie Leon Draisaitl und Dominik Kahun die Integrierte Gesamtschule Mannheim-Herzogenried (IGMH).
Obwohl der Angreifer bereits im Januar 2018 der University of New Hampshire eine Zusage gegeben hatte, um dort parallel zu seinem Studium für deren Universitätsmannschaft, die Wildcats, im Spielbetrieb der National Collegiate Athletic Association (NCAA) aktiv zu sein, verblieb Stützle auch über den Sommer 2019 hinaus in Mannheim. Er zog seine Heimat somit auch den nordamerikanischen Juniorenligen Western Hockey League (WHL) und United States Hockey League (USHL) vor, von deren Teams er in den jeweiligen Entry Drafts ausgewählt worden war. Die Vorbereitung auf die Saison 2019/20 bestritt Stützle mit dem Profiteam der Adler Mannheim. Mit seinen Leistungen in der Champions Hockey League (CHL), wo er in den ersten vier Spielen ebenso oft punktete, gelang es ihm einen Stammplatz im DEL-Aufgebot des Klubs für die bevorstehende Spielzeit zu erhalten. Diese wiederum beendete er mit 34 Scorerpunkten aus 41 Partien, womit er alle Neulinge der Liga deutlich anführte und infolge derer er auch als DEL-Rookie des Jahres ausgezeichnet wurde.

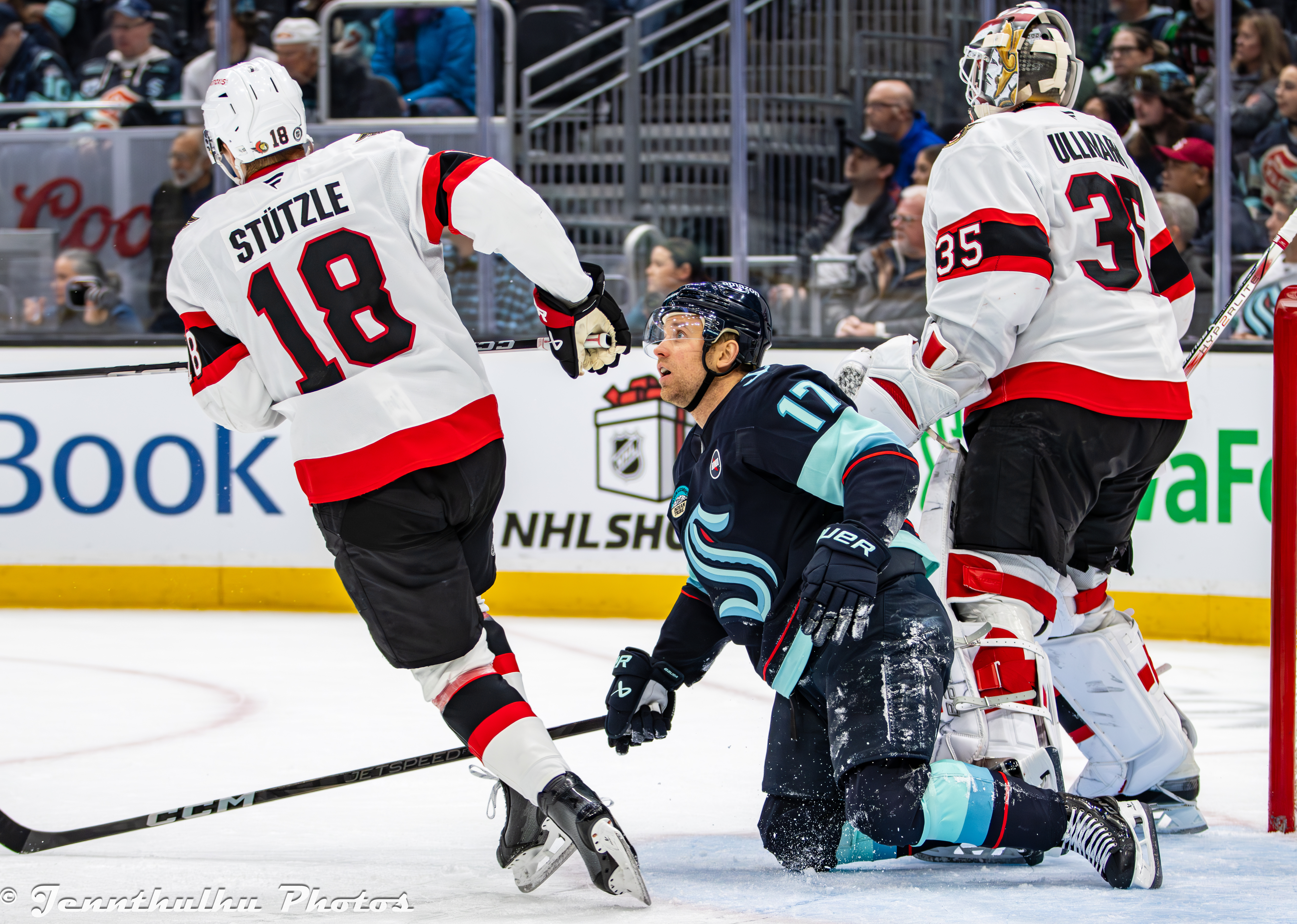
Stützle (links) im Trikot der Ottawa Senators (2024)

Im anschließenden NHL Entry Draft 2020 wurde Stützle an dritter Position von den Ottawa Senators ausgewählt, nachdem er im Vorfeld bereits als eines der vielversprechendsten Talente gehandelt wurde. Die Senators statteten ihn im Dezember 2020 mit einem Einstiegsvertrag aus, bevor er Mitte Januar 2021 sein NHL-Debüt gab. Im Februar 2021 verzeichnete er in 14 Spielen zehn Scorerpunkte und wurde in der Folge als NHL-Rookie des Monats ausgezeichnet. Die Spielzeit beendete er schließlich mit 29 Punkten aus 53 Partien sowie auf Rang fünf der Rookie-Scorerliste. Diese Leistungen steigerte er bereits im Folgejahr 2021/22 deutlich auf 58 Punkte aus 79 Partien, womit er nach Brady Tkachuk (67) zweitbester Scorer der Senators wurde.
Im September 2022 unterzeichnete Stützle einen neuen Achtjahresvertrag in Ottawa, der ihm mit Beginn der Saison 2023/24 ein durchschnittliches Jahresgehalt von 8,35 Millionen US-Dollar einbringen soll. In der folgenden Spielzeit 2022/23 übertraf er mit 90 Punkten aus 78 Partien erstmals die Marke von 1,0 Punkten pro Spiel.

### International
Stützle gehört bereits seit der Altersklasse U16 den Kadern der deutschen Junioren-Nationalmannschaften an. Sein erstes großes internationales Turnier bestritt er mit der U18-Junioren-Weltmeisterschaft der Division IA 2018 in der lettischen Landeshauptstadt Riga. Dabei erreichte das deutsche Team hinter den Gastgebern den zweiten Rang. Ein Jahr später, bei der U18-Junioren-Weltmeisterschaft der Division IA 2019 im französischen Grenoble, gelang dem Stürmer mit dem deutschen Team nach vier Jahren der Wiederaufstieg in die Top-Division. Der Stürmer steuerte in fünf Turnierspielen neun Scorerpunkte bei und hatte damit maßgeblichen Anteil am Erfolg. Mit sieben Torvorlagen führte er alle Spieler in dieser Statistik an und wurde zudem als bester Stürmer des einwöchigen Turniers ausgezeichnet.
Für die U20-Nationalmannschaft seines Heimatlandes debütierte Stützle im Rahmen der U20-Weltmeisterschaft 2020, bei der er mit dem Team die Klasse hielt. Auch bei der U20-Weltmeisterschaft 2021 stand er im deutschen Aufgebot und führte dieses als Kapitän zum sechsten Platz, dem besten Ergebnis seit 1981. Dabei verzeichnete der Angreifer zehn Scorerpunkte und wurde somit (gemeinsam mit John-Jason Peterka) Topscorer seiner Mannschaft. Zudem wurde er als bester Stürmer des Turniers ausgezeichnet sowie ins All-Star-Team der WM gewählt.
Sein Debüt in der A-Nationalmannschaft gab der Stürmer im Rahmen der Weltmeisterschaft 2022 in Finnland. Stützle bestritt dort jedoch nur drei Partien, nachdem er aufgrund einer in der Vorrunde erlittenen Knieverletzung vorzeitig abreisen musste. Zu diesem Zeitpunkt hatte er zwei Treffer des Teams vorbereitet. Bei der Weltmeisterschaft 2025 folgte eine erneute Teilnahme des Stürmers.

## Erfolge und Auszeichnungen
- 2018 DNL-Meister mit den Jungadler Mannheim
- 2020 DEL-Rookie des Jahres
- 2021 NHL-Rookie des Monats Februar

### International
| - 2019 Aufstieg in die Top-Division bei der U18-Junioren-Weltmeisterschaft der Division IA - 2019 Bester Stürmer der U18-Junioren-Weltmeisterschaft der Division IA - 2019 Bester Vorlagengeber der U18-Junioren-Weltmeisterschaft der Division IA | - 2021 Bester Stürmer der U20-Junioren-Weltmeisterschaft - 2021 All-Star-Team der U20-Junioren-Weltmeisterschaft |

## Karrierestatistik
Stand: Ende der Saison 2024/25

### International
Vertrat Deutschland bei:
| - U18-Junioren-Weltmeisterschaft der Division IA 2018 - U18-Junioren-Weltmeisterschaft der Division IA 2019 - U20-Junioren-Weltmeisterschaft 2020 | - U20-Junioren-Weltmeisterschaft 2021 - Weltmeisterschaft 2022 - Weltmeisterschaft 2025 |

(Legende zur Spielerstatistik: Sp oder GP = absolvierte Spiele; T oder G = erzielte Tore; V oder A = erzielte Assists; Pkt oder Pts = erzielte Scorerpunkte; SM oder PIM = erhaltene Strafminuten; +/− = Plus/Minus-Bilanz; PP = erzielte Überzahltore; SH = erzielte Unterzahltore; GW = erzielte Siegtore; 1 Play-downs/Relegation; Kursiv: Statistik nicht vollständig)